# 新町 (八王子市)
新町（しんちょう）は東京都八王子市の町名。丁番を持たない単独町名であり、住居表示実施済区域。郵便番号は192-0065（八王子郵便局管区）。

## 地理
東と南に明神町、北と西に元横山町、南西に横山町と隣接している。

## 歴史

### 地名の由来
地名の由来は不明であるが、江戸期の地名をそのまま踏襲している。八王子宿の入口付近に当たり、十王堂があった事から十王堂宿とも呼ばれていた。

### 沿革
- 1882年(明治15年) - 7月 - 町村分合により江戸期の新町（十王堂宿）を八王子新町と改称[5]。
- 1889年(明治22年) - 町村制施行により八王子町成立。再び新町となる[5]。
- 1912年(大正元年) 10月1日 - 町名改正により、町名が確定[5]。
- 1970年(昭和45年) 3月1日 - 住居表示実施。町域を変更し、一部が明神町四丁目と元横山町一丁目となった[1][5]。

## 世帯数と人口
2023年（令和5年）10月31日現在の世帯数と人口は以下の通りである。
| 町丁 | 世帯数  | 人口    |
| ---- | ------- | ------- |
| 新町 | 684世帯 | 1,140人 |

## 小・中学校の学区
市立小・中学校に通う場合、学区は以下の通りとなる。
| 番地 | 小学校               | 中学校               |
| ---- | -------------------- | -------------------- |
| 全域 | 八王子市立第四小学校 | 八王子市立第五中学校 |

## 交通

### 鉄道
地区内に駅は存在しない。最寄り駅はJR八王子駅と京王線京王八王子駅となっている。

### 道路
- 国道20号(甲州街道)：新町の南端部を東西に通過する。
- 北大通り：新町の北端部を東西に通過する。
- 旧甲州街道：新町の中心部を通過し、北東端の市立五中交差点で北大通りに合流する。

## 施設
教育
- 聖公会八王子幼稚園

病院
- 米山産婦人科病院

その他
- 竹の花公園
- 永福稲荷神社
- 日本聖公会 八王子復活教会

かつて永福稲荷神社西側に、閻魔を本尊とする「十王堂（閻魔堂）」が存在した。八王子十五宿の一つ「十王堂宿」の由来ともなっていたが、八王子空襲により焼失した。1995年（平成7年）に閻魔像のみ再建され、新町会館内に供養されている。